# روبرت ووكر إروين
روبرت ووكر إروين (بالإنجليزية: Robert Walker Irwin)‏ هو شخصية أعمال أمريكي، ولد في 4 يناير 1844، وتوفي في 5 يناير 1925.